# Сяньюни
Сяньюнь (кит. трад. 獫允, упр. 猃允, пиньинь Xiǎnyǔn, 嚴允、獫狁、獯鬻、葷粥、獯粥、薰育、玁狁) — древние племена Китая, наиболее достоверные упоминания которых относятся к IX веку до н. э. Вероятные предки хунну. В соответствии с этим отождествлением сделан и русский перевод «Шицзина» А. А. Штукина, в котором сяньюни названы «гуннами». Согласно К. В. Васильеву, сяньюни — одно из этнополитических объединений, входивших в состав «тайюаньских жунов».

## История
Племена сяньюнь (ханьюнь) и сюньюй (хуньюй, хунюй) включены в число предшественников сюнну в гл. 110 «Ши цзи» Сыма Цяня. Его комментатор Ин Шао (140—206) относит существование сюньюй к иньскому времени и указывает, что лишь позднее они стали называться сюнну. Комментатор Сыма Чжэнь (713—742) указывает, что племена, которые назывались шаньжун или сюньюй в эпоху правления Тана и Юя, стали называться чуньвэй при династии Ся, гуйфан — при династии Инь, яньюн — при династии Чжоу, и сюнну — при династии Хань. По Н. Я. Бичурину, хуньюй, хяньюнь и хунну — три разные названия одному и тому же народу, известному ныне под названием монголов.
Сяньюни упомянуты в трех песнях «Шицзина» (оды II 1, 7; II 1, 8; II, III, 3). Одна из них (II 1, 7) написана от лица солдат, выступивших против «гуннов» (сяньюней), вторгшихся с севера. Ода II 1, 8 говорит о походе полководца Нань Чжуна, который укрепил стеной город Шофан и разбил сяньюней. Успешный поход полководца Инь Цзи-фу на сяньюней в 823 году до н. э., известный также из надписи на бронзовом блюде, воспет в оде II 3, 3:

Но гунны, вперед не подумав, доверились силе -
Свой строй развернув, они Цзяо и Ху захватили,
И заняли Хао, и вторглись в пределы Шофана,
И вышли на северный берег Цзинхэ без изъяна.
(пер. А. А. Штукина)

Эти оды «Шицзина» цитируют Сыма Цянь и Хуань Куань. В современном тексте «Бамбуковых анналов» также говорится, что в 839 году до н. э. сяньюнь совершили набег на Цзунчжоу. В надписи на бронзовом сосуде «Гоцзи Цзыбо пань» упоминается, что полководец Го цзи выступил в поход против сяньюней на восток от реки Ло.
Другие упоминания в источниках отнесены к мифическим и полумифическим временам. Мэн-цзы (II 3) упоминает, что некогда Великий ван служил племени сюньюй. Сыма Цянь пишет, что сюньюйцы на севере были прогнаны Хуан-ди, а Гу-гун (князь Чжоу иньского времени) вынужден был переселиться из-за нападения «сюньюйских жунов и ди». Кроме того, сюньюй упомянуты в речи императора У-ди как синоним сюнну.
Тюркская теория происхождения хунну является на данный момент одной из самых популярных в мировом научном сообществе. В число сторонников тюркской теории происхождения хуннов входят Э. Паркер, Жан-Пьер Абель-Ремюза, Ю. Клапорт, Г. Рамстедт, Аннемари фон Габайн, О. Прицак и другие. Известный тюрколог С. Г. Кляшторный считал хунну преимущественно тюркоязычными племенами.